# Памятник королю Зогу
Памятник королю Ахмету Зогу — памятник, посвящённый Ахмету Зогу, албанскому государственному деятелю, второму президенту Албании с 1925 по 1928 год и первому королю Албании с 1928 года по 1939 год из династии Зогу.
Установлен в ознаменование 100-летия независимости Албании 24 декабря 2012 года в албанской столице г. Тирана на бульваре его имени. Памятник обращён в направлении центра Тираны как дань А. Зогу по созданию современной столицы, которая была построена в период правления монарха.
Высота бронзового памятника составляет три метра, постамент из камня. На церемонии открытия присутствовали тогдашний премьер-министр Албании Сали Бериша и мэр Тираны Л. Башей.